# Tony Tebby
Tony Tebby (...) è un programmatore inglese.
Tony Tebby è famoso per essere il padre del QDOS, il sistema operativo usato dal Sinclair QL, realizzato mentre lavorava come ingegnere alla Sinclair Research agli inizi degli anni '80. Lasciò la Sinclair Research nel 1984 come protesta per il prematuro lancio sul mercato dello stesso QL, creando una nuova società (QJUMP Ltd.) una software house specializzata in  software di sistema e utility per il QL.
Fra i software sviluppati dalla QJUMP:
- SuperToolkit II, una collezione di estensioni di sistema per il QDOS e il suo linguaggio di programmazione SuperBASIC
- una serie di driver per floppy-disk che diventerà lo standard de facto per tutte le interfacce floppydisk e harddisk poi sviluppate da terze parti
- QPR (QJUMP Pointer Environment) un ambiente di puntamento che estendeva le caratteristiche primitive del display originale del QL in qualcosa di simile a una moderna GUI.

Nei primi anni '90 ha sviluppato un nuovo sistema operativo compatibile con il QDOS denominato SMSQ utilizzato inizialmente per la scheda QXL della Miracle System. Una versione avanzata del sistema denominato SMSQ/E fu realizzata per l'ATARI ST per una serie di altri emulatori hardware del QL.